# Holzbuckel
Holzbuckel ist eine abgegangene Einzelsiedlung und ein Flurname auf der Gemarkung der Gemeinde Kaisersbach im baden-württembergischen Rems-Murr-Kreis. Zu der Geschichte der Wüstung haben sich nur bruchstückhafte Nachrichten erhalten.

## Lage
Die Siedlung Holzbuckel stand zwischen dem Hägerhof im Südwesten und Heppichgehren im Nordosten auf der etwa 541 m ü. NN hohen Bergkuppe Holzbuckel auf der Wasserscheide zwischen den südwärts orientierten Talsystemen der oberen Wieslauf im Osten und ihres Mittellauf-Zuflusses Strümpfelbach im Westen.

## Geschichte
In der Beschreibung des Oberamts Welzheim wird Holzbuckel im Jahre 1845 als ein rauhes Waldgütchen von 13 Morgen Land bezeichnet, welches alle Verhältnisse mit Heppichgehren geteilt habe und wohl auch von gleichem Alter sei. Wenn man dieser Ansicht folgt, könnte Holzbuckel Mitte des 16. Jahrhunderts entstanden sein. Heppichgehren wurde 1563 erstmals erwähnt. 1845 war Holzbuckel ein Hof mit 25 Einwohnern, welche alle evangelischer Konfession waren. 1901 wird Holzbuckel als unbewohnt bezeichnet.

### Einwohnerentwicklung
- 1810 : 4 Einwohner[3]
- 1845: 25 Einwohner
- 1894: 0 Einwohner[4]